# Gavino Ledda
Pour les articles homonymes, voir Ledda.
Gavino Ledda, né le 30 décembre 1938 à Siligo, dans la province de Sassari, en Sardaigne, est un écrivain italien, auteur du récit autobiographique Padre padrone: l'educazione di un pastore (Milan, Feltrinelli, 1975), porté à l'écran en 1977 par Paolo et Vittorio Taviani dans leur film Padre padrone.
Gavino Ledda tient le premier rôle dans le film tiré de l'ouvrage Assandira et réalisé par le sarde Salvatore Mereu. Les sujets qui y sont abordés sont notamment la langue sarde et le tourisme destructeur de l'identité.

## Biographie
Élevé dans une famille de bergers, son père enleva Gavino de l'école à six ans seulement pour l'initier au métier de berger (après avoir fréquenté seulement quelques semaines sa 1re année primaire). Son enfance se passe dans une grande solitude, dans les montagnes, à garder les moutons. L'émancipation de Gavino de l'analphabétisme n'eut lieu qu'à l'état adulte quand, durant son service militaire, il obtint son certificat d'études primaires.  En 1964, il obtint son diplôme d'humanités classiques  pour continuer ses études jusqu'à l'obtention, en 1969, d'une licence en linguistique à l'Université de Rome « La Sapienza ». En 1970, Ledda fut admis à l'Académie de la Crusca, puis, l'année suivante, il fut nommé assistant en philologie romane et en linguistique sarde à l'université de Cagliari.
Par la suite, Gavino Ledda raconta sa propre histoire dans son roman autobiographique Padre Padrone: L'Éducation d'un berger sarde. Le succès du roman fut tel qu'il fut traduit en quarante langues et inspira en 1977 les frères Taviani pour en faire un film. En 1984, Ledda dirigea le film intitulé Hybris.

## Œuvres
- 1975 : Padre Padrone: L'Éducation d'un berger sarde (roman).
- 1977 : Langue de faulx (roman).
- 1978 : Les Roseaux, amis de la mer (histoire).
- 1991 : Aurum tellus (poésies).
- 1995 : Les Ciments de l'agneau (histoires et poésies, deuxième édition revue en 2000).
- 1998 : Padre padrone (nouvelle édition revue avec l'ajout de Recanto).
- 2003 : Padre padrone, accompagné d'une note philologique de Giancarlo Porcu: Il Maestrale, Nuoro.